# بندورف
بندورف أو بندُرف آن در راين (بالألمانية: Bendorf) هي بلدة ألمانية تقع في ألمانيا في راينلند بالاتينات. يقدر عدد سكانها بـ 17,395 نسمة .

## أعلام
- رالف كوفمان
- إريك ريجر
- كاسبر ماكسيميليان
- أنطونيو فلوريس جيسوس
- هيرمان يونكر